# Bus-la-Mésière
Bus-la-Mésière is een gemeente in het Franse departement Somme (regio Hauts-de-France) en telt 127 inwoners (2004). De plaats maakt deel uit van het arrondissement Montdidier.

## Geografie
De oppervlakte van Bus-la-Mésière bedraagt 6,8 km², de bevolkingsdichtheid is 18,7 inwoners per km².
De onderstaande kaart toont de ligging van Bus-la-Mésière met de belangrijkste infrastructuur en aangrenzende gemeenten.

## Demografie
Onderstaande figuur toont het verloop van het inwonertal (bron: INSEE-tellingen).

## Externe links

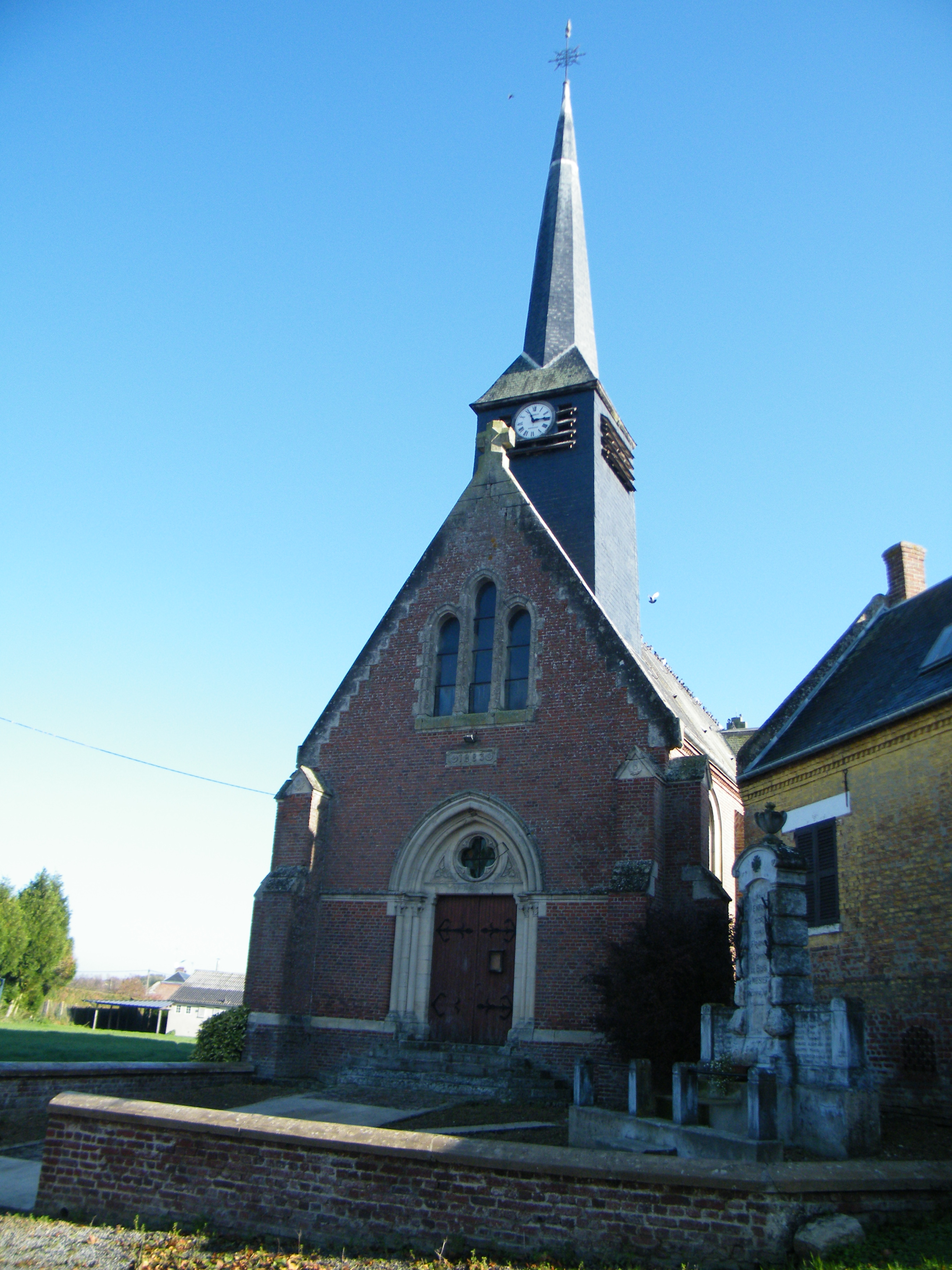
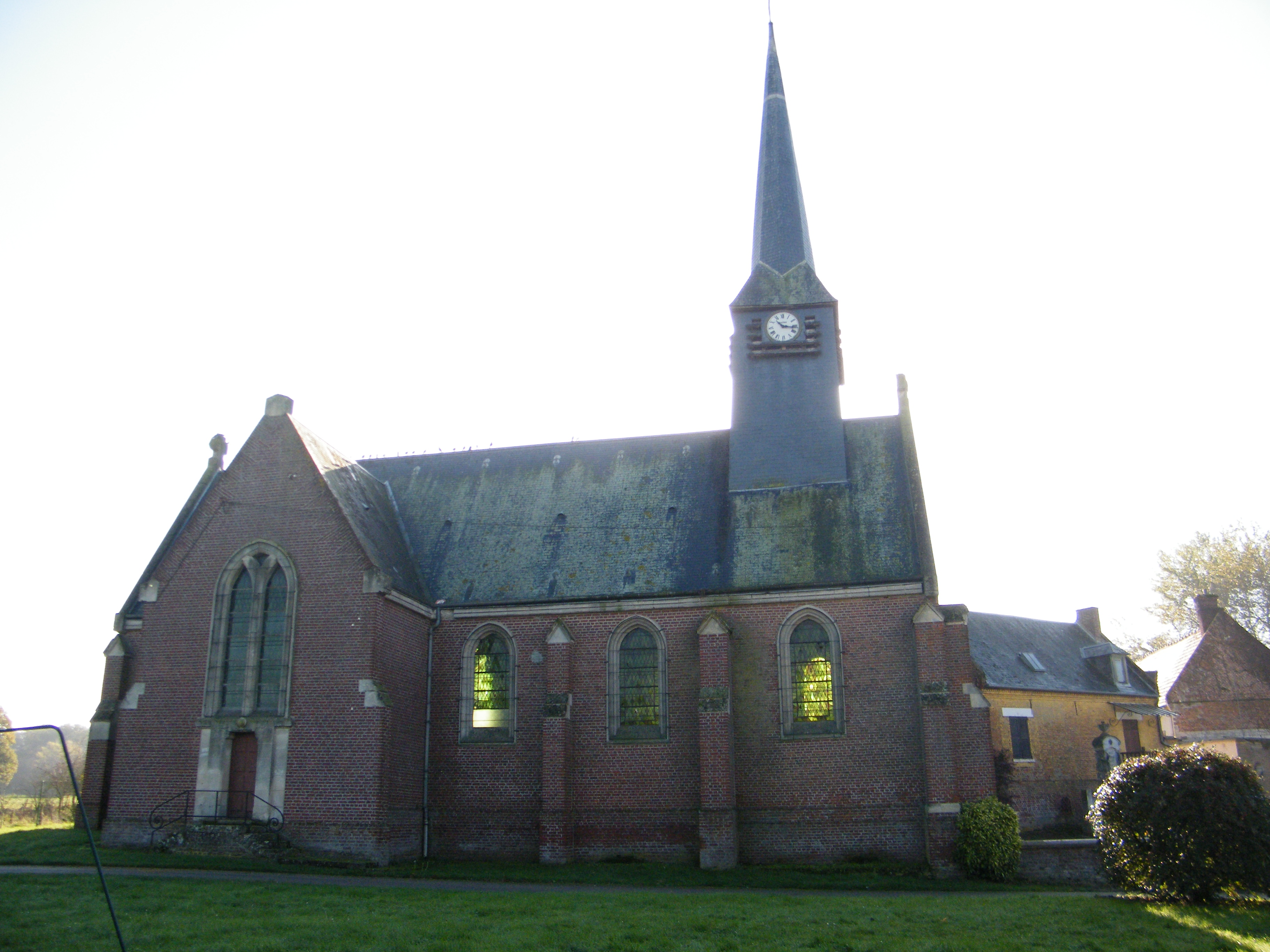
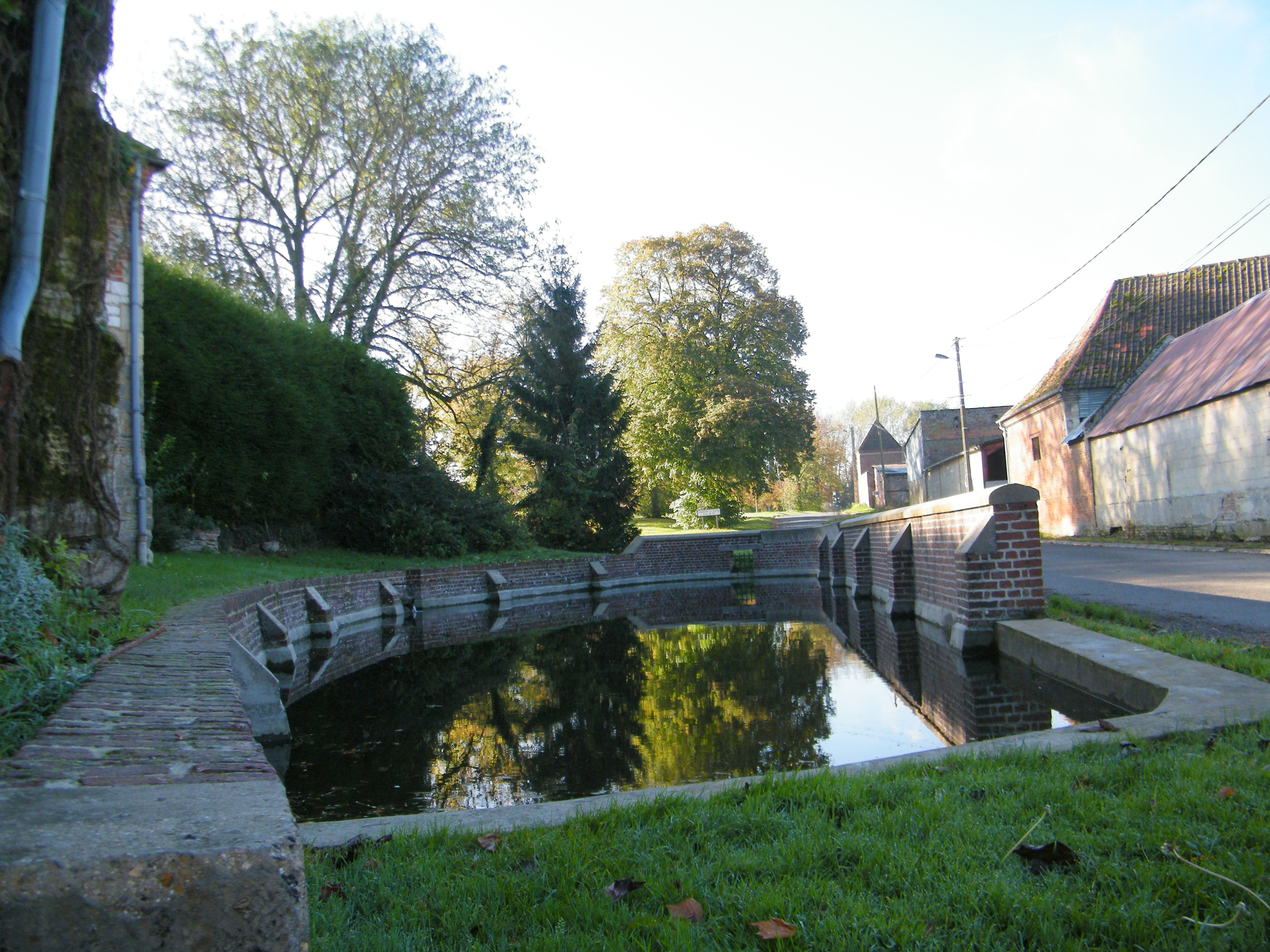
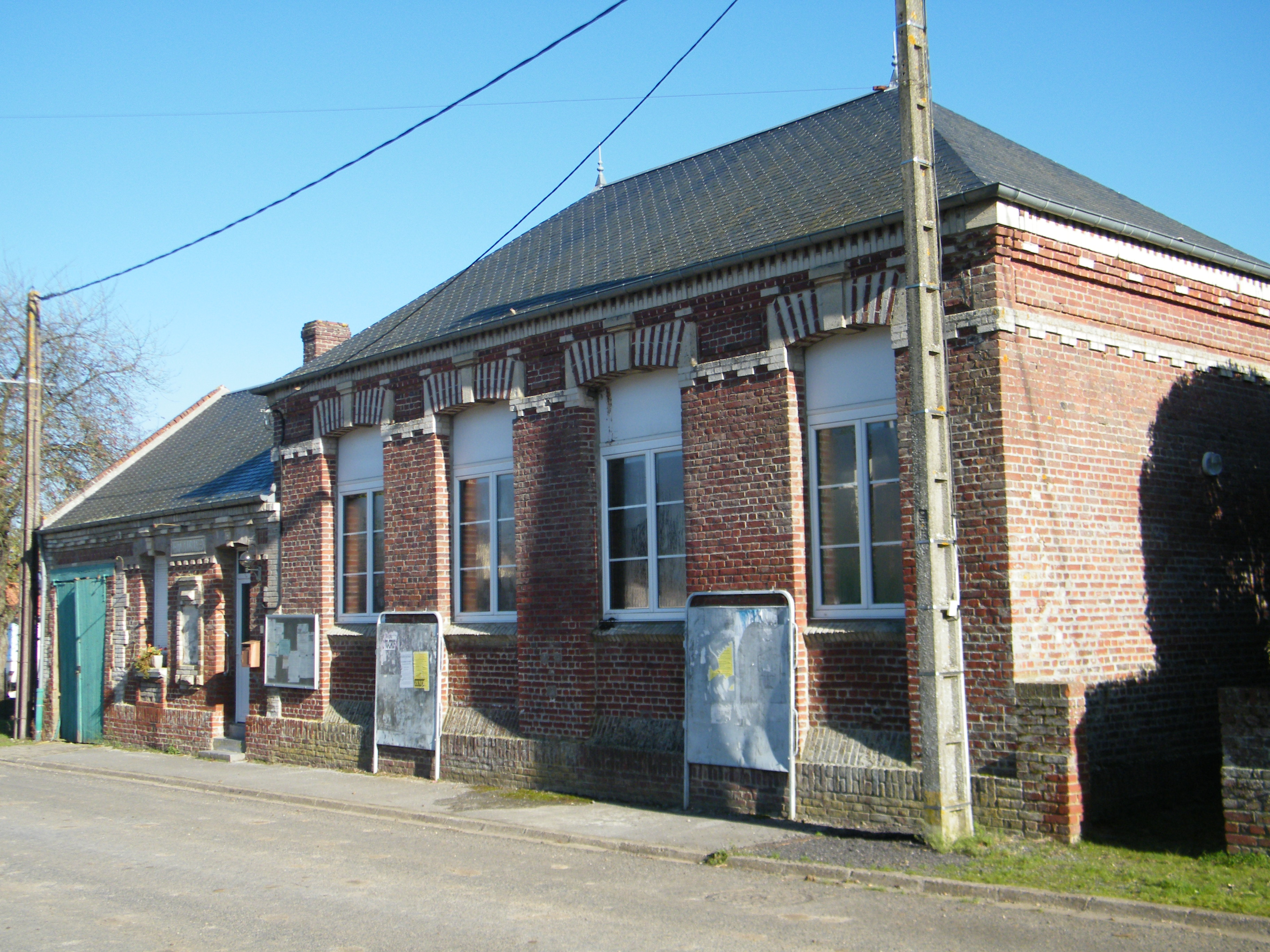
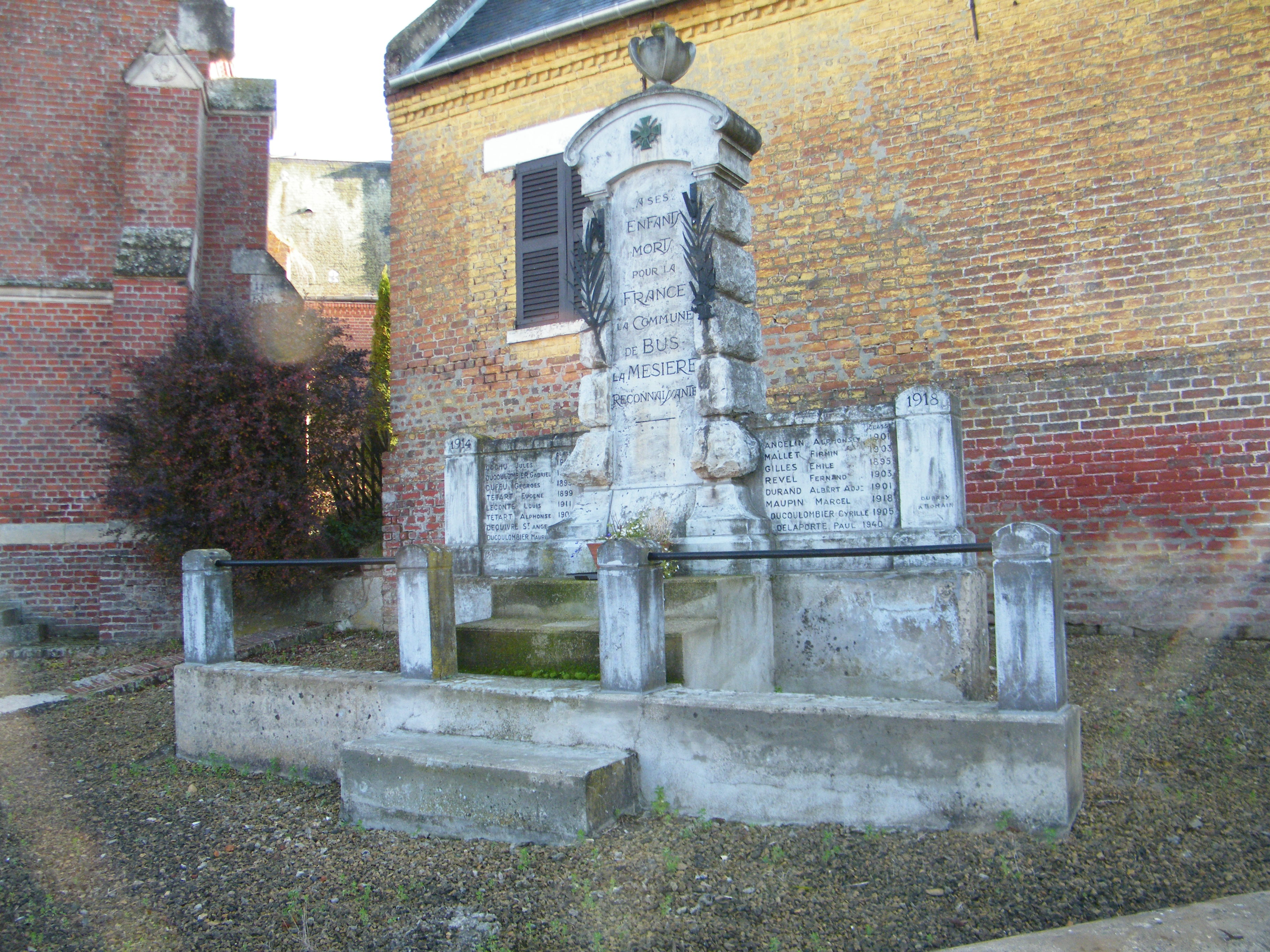